# Elizabeth Garrett Anderson

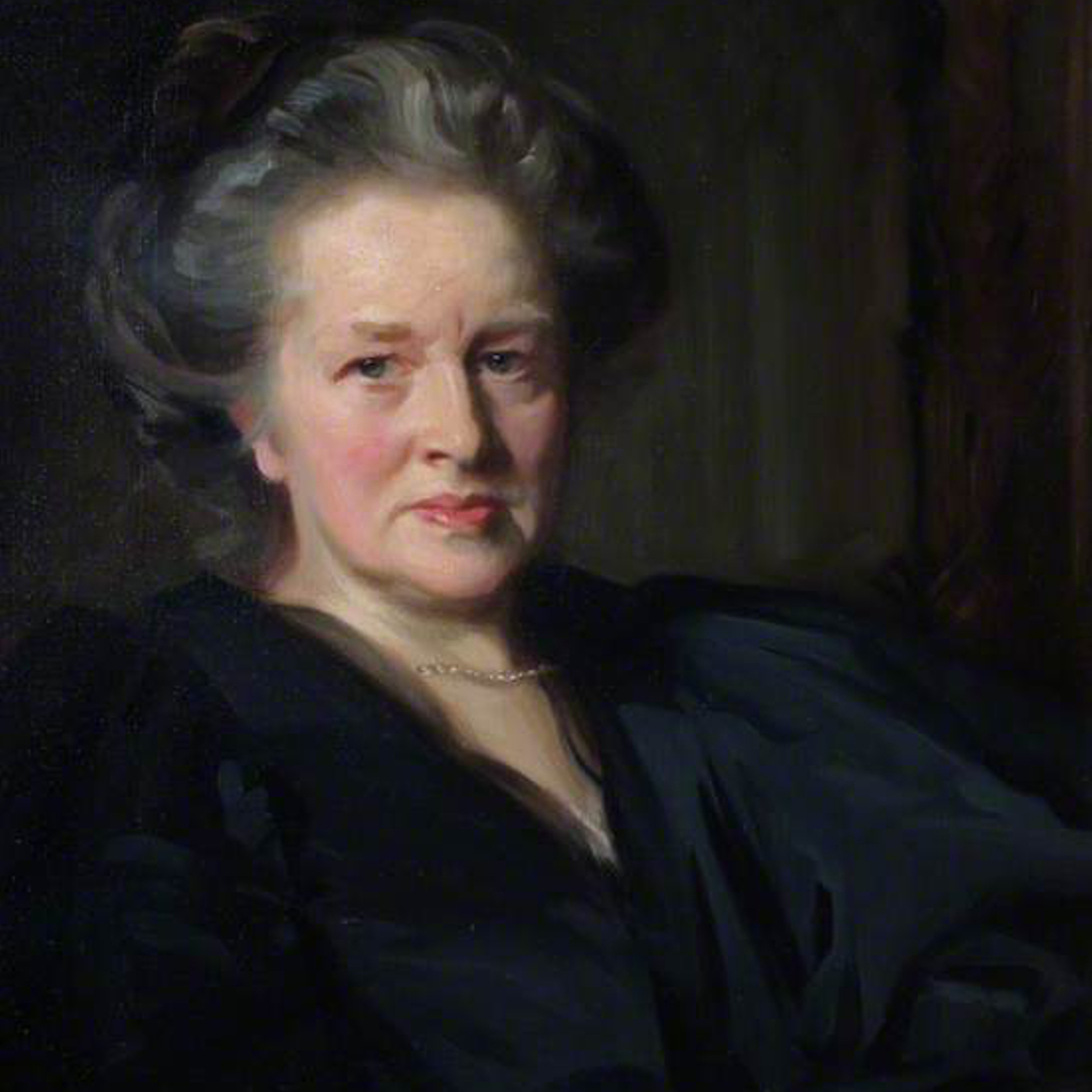
Elizabeth Garrett Anderson, detail van een schilderij uit ca. 1900

Elizabeth Garrett Anderson (Whitechapel (Londen), 9 juni 1836 - Aldeburgh (Suffolk), 17 december 1917) was een Engelse arts en vrouwenrechtenactiviste. Ze wordt erkend als eerste vrouwelijke arts van het Verenigd Koninkrijk.

## Vrouwelijke arts
Elizabeth Garrett was een van de twaalf kinderen van een pandjesbaas. Doordat haar vader een succesvol zakenman werd kon hij zijn kinderen naar goede scholen sturen. Na haar schooltijd moest ze goed trouwen en het leven van een dame leiden. De feministe Emily Davies en Elizabeth Blackwell, de eerste Amerikaanse vrouwelijke arts, maakten dat Garrett arts wilde worden. Dat was in die tijd onbestaanbaar en haar verzoeken om toegelaten te worden aan een aantal medische scholen werden afgewezen. Nadat zij in 1865 door de apothekersvereniging was geaccepteerd, lukte het haar om toegelaten te worden aan de universiteit met de studie Medicijnen.
Zij was de eerste vrouwelijke arts in het Verenigd Koninkrijk, de eerste vrouw die promoveerde in de geneeskunde, het eerste vrouwelijke lid van de British Medical Association (BMA) en de eerste vrouwelijke decaan van een medische school in het Verenigd Koninkrijk. Garret Anderson was de eerste vrouw die in 1865 openlijk tot arts werd opgeleid. In 1812 was James Barry weliswaar als eerste Britse vrouw tot arts opgeleid, maar zij kreeg deze kwalificatie enkel door zich voor te doen als man. Garrett Anderson richtte in 1874 samen met Sophia Jex-Blake, de Amerikaanse Elizabeth Blackwell en enkele anderen de eerste medische opleiding op specifiek gericht op vrouwen. Dit werd de London School of Medicine for Women.

## Suffragette
Als Lady Mayoress van Aldeburgh in Suffolk was Garrett Anderson ook de eerste vrouwelijke burgemeester in Europa. Ze was een van de oprichters van het New Hospital for Women, het eerste Britse vrouwenziekenhuis met uitsluitend vrouwelijk personeel. Ook was zij mede-oprichtster van het consultatiebureau Saint Mary's Dispensary. Toen de Nederlandse Aletta Jacobs in Saint Mary's werkte, kwam zij via Anderson in contact met de feministe en suffragette Millicent Fawcett.
Garrett Anderson heeft haar hele leven campagne gevoerd voor het vrouwenkiesrecht en het recht van vrouwen om gekwalificeerde beroepen uit te oefenen. Al op jonge leeftijd zag ze de emancipatie van arbeid vanuit het kapitaal als de oplossing voor de onderdrukking van vrouwen.